# Marilyn Black
Marilyn Mary Black (ur. 20 maja 1944 w Nowej Południowej Walii) – australijska lekkoatletka specjalizująca się w biegach sprinterskich, brązowa medalistka igrzysk olimpijskich w 1964 r. w Tokio, w biegu na 200 metrów.

## Finały olimpijskie
- 1964 – Tokio, bieg na 200 m – brązowy medal
- 1964 – Tokio, bieg na 100 m – 6. miejsce
- 1964 – Tokio, sztafeta 4 × 100 m – 6. miejsce

## Inne osiągnięcia
- 1963 – mistrzyni Nowej Południowej Walii w biegu na 100 yardów

## Rekordy życiowe
- bieg na 100 m – 11,58 – 1964
- bieg na 200 m – 23,18 – 1964